# Прозрачность минерала

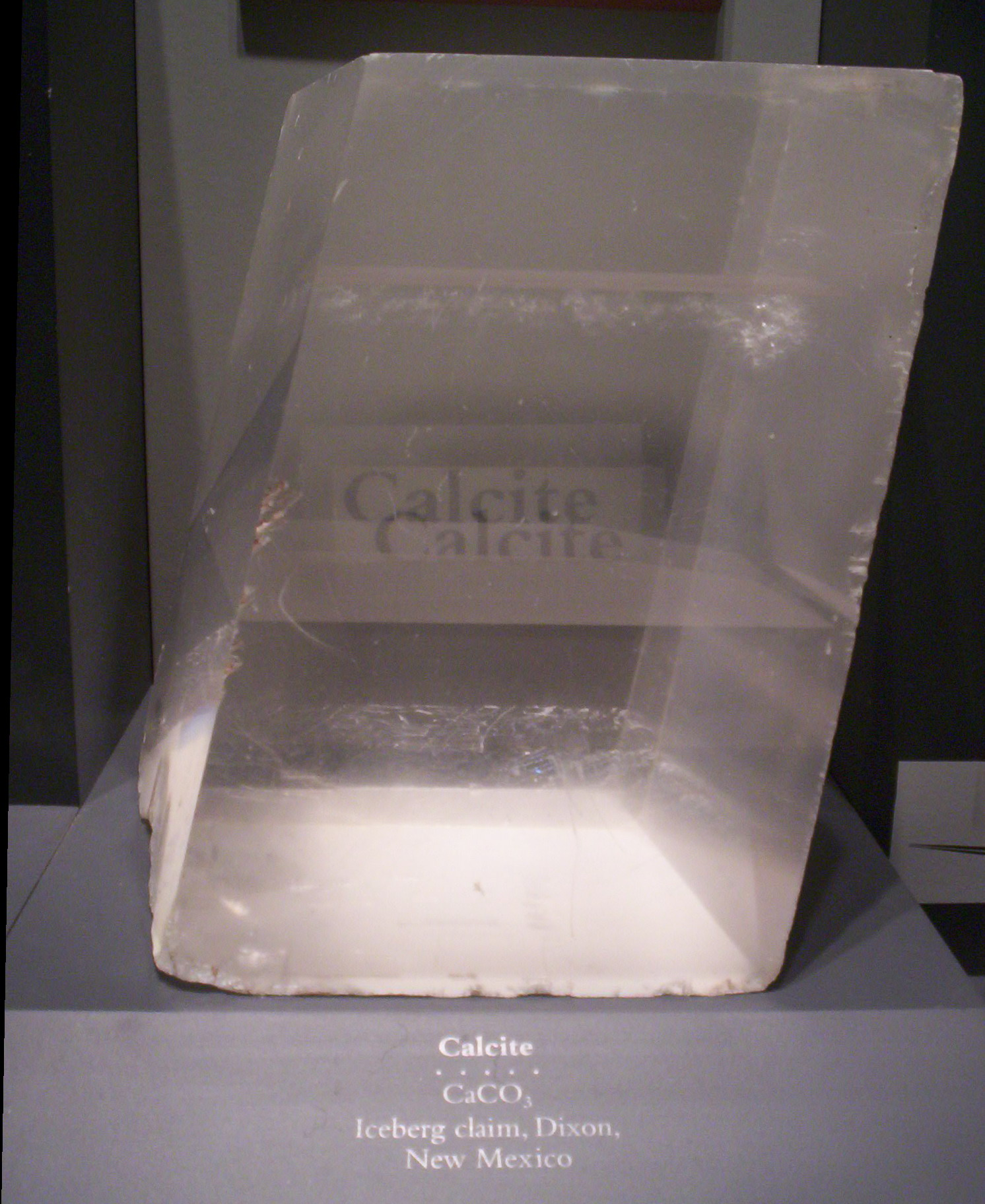
Прозрачный кристалл исландского шпата

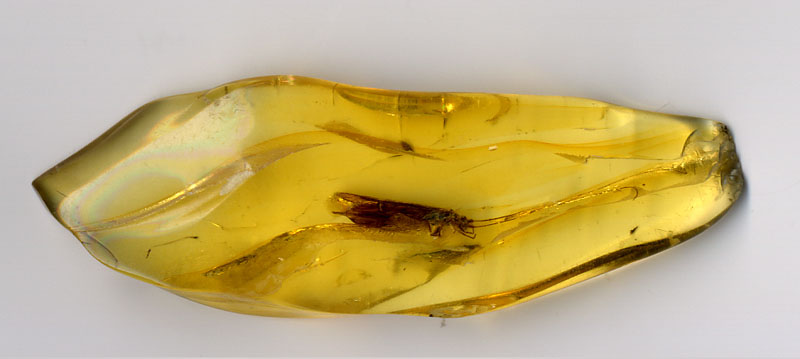
Полупрозрачный янтарь

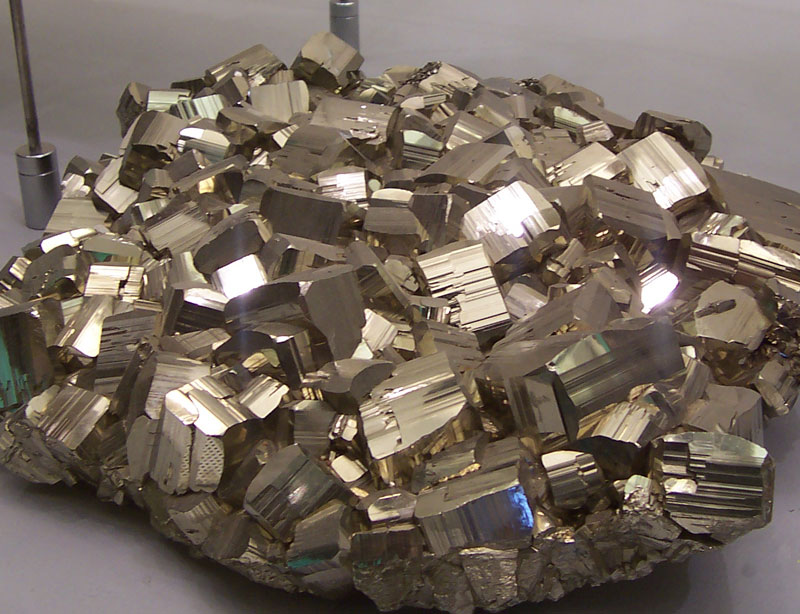
Непрозрачные кристаллы пирита

Прозра́чность — свойство минерала пропускать через себя свет. Оценивается на качественном уровне путём просмотра минерала на просвет.
В зависимости от степени прозрачности все минералы, наблюдающиеся в крупных кристаллах, делят на следующие группы:
| Прозрачные     | Бесцветные кристаллы горного хрусталя (оптический кварц), кальцита (исландский шпат), флюорита (оптический флюорит), топаза, апофиллита, галита, гипса («марьино стекло»), мусковита. Прозрачные окрашенные минералы составляют большинство драгоценных, ювелирных камней, подвергщихся огранке (ювелирные разновидности берилла, корунда, турмалина, шпинели и т. д.) |
| Полупрозрачные | Густоокрашенные минералы с высокими показателями преломления — маложелезистый сфалерит или киноварь, реальгар или аурипигмент, многие гранаты, светлоокрашенный касситерит, манганотанталит и т. д. Полупрозрачны также аморфные минералы — опал, янтарь. |
| Непрозрачные   | Большинство рудных минералов — сульфидов и их аналогов (за исключением некоторых обманок, подобных сфалериту или киновари), колчеданы (пирит, арсенопирит, халькопирит и т. д.), блески (галенит, молибденит и др.), блеклые руды и близкие к ним сульфосоли, а также многие оксиды железа (магнетит, ильменит и др.), самородные металлы и некоторые неметаллы (графит). Непрозрачны большинство минералов, в кристаллической структуре которых доминирует металлическая связь. |

Наряду с полупрозрачными часто выделяют в особую группу минералы просвечивающие. Например, просвечивающие в тонких листочках, биотит; краях зерен или осколках, рутил. Гематит, в тонких осколках просвечивающий красным; хромит, просвечивающий коричневым; золото в тончайших листочках просвечивающий зеленым.
Изредка встречаются минералы, прозрачные в каком-либо одном кристаллографическом направлении и полупрозрачные или просвечивающие во всех других. Пример подобного минерала — борат натрия и улексит, образующий параллельноволокнистые агрегаты. Он прозрачен вдоль волокон и малопрозрачен в поперечном направлении, то есть ведет себя как своего рода природный световод, за это ему было в США присвоено название «TVstone» («телевизионный камень»).
Отнесение минерала к той или иной группе во многом зависит от толщины минерального индивида, но в целом, в практической работе эти характеристики являются полезными.
На степень прозрачности оказывают влияние также характер поверхности кристаллов и агрегатное строение минерального вещества. Минеральные тела, состоящие не из одного индивида, а из многих зерен, часто кажутся непрозрачными из-за внутреннего рассеяния и отражения света. Бесцветные минералы при этом могут приобретать молочно-белую окраску. То же явление возникает и в том случае, если прозрачный сам по себе одиночный кристалл содержит многочисленные включения, выполненные газом или жидкостью (молочный кварц), а полупрозрачные бывают в силу тех же причин почти непрозрачны.